# Gérard Calvi
Gérard Calvi, vero nome Grégoir Krettly (Parigi, 26 luglio 1922 – Parigi, 20 febbraio 2015), è stato un compositore francese noto soprattutto per essere autore di colonne sonore di film.

## Biografia
La sua prima colonna sonora è del 1949, per il film La Patronne di Robert Dhéry. Da allora sono 48 quelle da lui composte tra film, film per la TV e telefilm.
Le colonne sonore più note sono probabilmente quelle composte per alcuni film della serie di Asterix: Asterix il gallico (1967), Asterix e Cleopatra (1968) e Le 12 fatiche di Asterix (1976).
Nel 1959 ha ottenuto una candidatura ai Tony Awards (categoria miglior musical) per il musical La Plume de Ma Tante.
Gérard Calvi è il padre del presentatore radiofonico e televisivo Yves Calvi.

## Filmografia

### Cinema
- Barbablù (Barbe-Bleue), regia di Christian-Jaque (1951)
- Le Dindon, regia di Claude Barma (1951)
- Ah! Les belles bacchantes, regia di Jean Loubignac (1954)
- Noi gangster (Le Grand Chef), regia di Henri Verneuil (1959)
- La bella americana (La belle Américaine), regia di Robert Dhéry (1962)
- Tre morti per Giulio (Carambolages), regia di Marcel Bluwal (1963)
- Il Tulipano Nero (La Tulipe noire), regia di Christian-Jaque (1964)
- Il pasto delle belve (Le Repas des fauves), regia di Christian-Jaque (1964)
- Il poliziotto 202 (Allez France!), regia di Robert Dhéry (1964)
- Asterix il gallico (Astérix le Gaulois), regia di Ray Goossens (1967)
- Si salvi chi può (Le Petit Baigneur), regia di Robert Dhéry (1968)
- Asterix e Cleopatra (Astérix et Cléopâtre), regia di René Goscinny e Albert Uderzo (1968)
- Il vitalizio (Le viager), regia di Pierre Tchernia (1972)
- Le eccitanti guerre di Adeline (À la guerre comme à la guerre), regia di Bernard Borderie (1972)
- Cari amici miei... (Les gaspards), regia di Pierre Tchernia (1974)
- Non è perché non si ha nulla da dire che si deve star zitti (C'est pas parce qu'on n'a rien à dire qu'il faut fermer sa gueule!), regia di Jacques Besnard (1975)
- Le 12 fatiche di Asterix (Les douze travaux d'Astérix), regia collettiva (1976)

### Televisione
- Polizeifunk ruft – serie TV, 5 episodi (1968)
- Jo Gaillard – serie TV, 12 episodi (1975)